# Ipomoea funis
Ipomoea funis är en vindeväxtart som beskrevs av Adelbert von Chamisso och Schltdl. Ipomoea funis ingår i släktet praktvindor, och familjen vindeväxter. Inga underarter finns listade i Catalogue of Life.